# Shanyang, Jiaozuo
Shanyang är ett stadsdistrikt i Jiaozuo i Henan-provinsen i norra Kina.